# 기시와다촌
기시와다촌(일본어: 岸和田村)은 일본 오사카부 미나미군·센난군에 설치되었던 촌이다. 현재의 기시와다시에 해당한다.

## 역사
- 1889년 4월 1일 - 정촌제 시행에 의해 미나미군 기시와다촌이 성립하였다.
- 1896년 4월 1일 - 군 통합에 의해 센난군이 되었다.
- 1912년 11월 1일 - 기시와다정, 기시와다하마정, 누마노촌과 합병해, 기시와다정이 되었다.

## 교통

### 철도
- 난카이 철도 (현 난카이 전기철도)
  - 난카이 철도선

## 참고문헌
- 角川日本地名大辞典 27 大阪府